# 바뤼흐 스피노자
바뤼흐 스피노자(네덜란드어: Baruch Spinoza, 라틴어: Benedictus de Spinoza, 히브리어: ברוך שפינוזה, 포르투갈어: Bento de Espinoza, 1632년 11월 24일 ~ 1675년 2월 21일)는 네덜란드 암스테르담에서 태어난 포르투갈계 유대인 혈통의 철학자이다. 스피노자가 쓴 저작의 과학적 태도와 포괄성, 철학사적 중요성은 스피노자 사후 오랜 세월동안 제대로 인정받지 못했으나 오늘날 스피노자는 18세기 계몽주의와 근대 성서 비판의 토대를 놓은 유럽 17세기 철학의 합리주의자 세 거두 가운데 한 사람으로 인정받는다. 대작 《에티카》에서 스피노자는 데카르트의 정초주의를 부분적으로 받아들였으나, 정신-육체 이원론에는 반대하였으며 서양 철학에서 중요한 철학자로 손꼽힌다. 헤겔은 모든 근대 철학자에 대해 "그대는 스피노자주의자거나 아예 철학자가 아니다."라고 말하기도 하였다.
스피노자는 네덜란드의 유대인 공동체에서 생활해, 유대 문화에 대해 정통하였으나 비판적인 사상 때문에 유대인 랍비들은 스피노자에게 제명 조치하고, 23살 때에 스피노자는 유대 사회에서 추방되었다. 또 스피노자의 모든 저작은 가톨릭 교회의 금서 목록에 올랐다.
스피노자는 안경 알을 깎는 일로 어렵게 생계를 유지했으며, 생전에 교수직을 비롯하여 보수나 명예를 거부하였고 가족의 유산은 누이에게 주었다. 스피노자는 자연 실체와 도덕적 본질을 합일하였는데 이 작업은 고대 스토아 학파의 사상을 근대적 의미로 부활시킨 것이라고 할 수 있다. 19세기의 철학자이자 혁명가인 프리드리히 엥겔스는 스피노자가 자기원인(Causa sui)으로서의 자연을 규명한 것과 동시에 이것이 세계 만유(존재성) 및 인간성과 분리된 것이 아니라는 점을 밝혔다는 점에서 그가 당대 종교성으로 대표되는 중세기적 몽매주의(蒙昧主義)로부터 인간을 해방할 수 있는 단초를 제공하였다고 하였다. 또한 도덕적 특성과 철학적 성취를 두고 20세기의 철학자 질 들뢰즈는 스피노자를 '철학의 왕자'라고 칭하기도 하였다. 스피노자는 폐병으로 44살에 세상을 떠났는데, 사인은 안경을 깎을 때 나는 유리 먼지 때문에 결핵이나 규폐증이 악화된 것으로 보인다. 스피노자는 덴하흐 스파위(Spui)거리에 있는 신교회(De Nieuwe Kerk)에 묻혔다.

## 생애
1632년 유대계 상인인 아버지 미겔 지 이스피노자와 어머니 아나 데보라 이스피노자 사이에서 네덜란드 암스테르담에서 태어났다. 부모는 포르투갈에서 가톨릭 교회의 종교 재판과 유대인 탄압을 피해 망명한 사람들이다. 부모는 유대 전통에 따라 암스테르담의 유대인 회의 출생 기록부에 바뤼흐 스피노자(Baruch Spinoza)라는 이름으로 그를 올렸다. 하지만 이후에 스피노자 자신은 라틴어 이름 베네딕투스를 즐겨 썼다. 그의 친할머니는 로마 가톨릭 교회에 마녀로 몰려 화형을 당했다.
스피노자는 5세 때에 유대인회 에츠 하임에 등록되어 탈무드 학교의 랍비 사울 레비 모르테이라 밑에서 유대 철학과 신학을 전수 받은 것으로 보인다. 아버지가 1654년 사망하자 21세의 스피노자는 아버지가 경영하던 수입 상품점을 물려받았다.
스피노자는 유대 공동체인 시나고그에서 전통적인 유대식 교육을 받았고, 율법학자(랍비)가 될 것이라고 촉망받았으나, 라틴어를 배우고 그리스 철학 및 아랍 철학을 접하면서 유대교의(敎義)에 만족하지 않게 된다. 이후 르네상스, 데카르트 등의 사상(思想)의 영향을 받아 1651년경부터 독자적인 사상을 갖게 되고 유대교 비판과 신을 모독했다는 구실로 가혹한 탄압을 받고 추방되며 1656년경엔 다음과 같은 저주의 파문 선고를 받는다.
"천사들의 결의와 성인의 판결에 따라 스피노자를 저주하고 제명하여 영원히 추방한다. 잠잘 때나 깨어있을 때나 저주받으라. 나갈 때도 들어올 때에도 저주받을 것이다. 주께서는 그를 용서 마옵시고 분노가 이자를 향해 불타게 하소서! 어느 누구도 그와 교제하지 말 것이며 그와 한 지붕에서 살아서도 안 되며 그의 가까이에 가서도 안 되고 그가 쓴 책을 봐서도 안 된다"
이를 계기로 그는 유대식 이름인 '바뤼흐'를 아예 '베네딕트'로 바꾸게 된다. 이후 스피노자는 운명에 굴하지 않고 더 치열하게 어떤 명예와 부, 권위까지도 물리치면서 오로지 철학적 진리를 구현하는 길로 나선다.
1660년 라인스부르크에서 <지성 개선론>을 저술, <데카르트 철학의 여러 원리>를 출판하였다. 1663년 포르부르크에서 네덜란드 공화국의 정치적 지도자 얀 드 비트와 사귀었다.
1670년 <신학 정치론>을 익명으로 출판하였다가 유대 사회의 심각한 비난을 받았다. 도처를 돌아다니며 살던 그는 그해 헤이그에 정착하여, 1677년 필생의 저작인 <윤리학>를 완성하였으나, <신학 정치론>에 대한 유대 및 가톨릭 사회의 악평 때문에 생전에 출판하지 못하였다. 이 책은 기하학의 논증법을 응용하여 윤리학을 정리, 공리계(係) 등으로 체계 지은 것이었다.
열악한 환경에서 안경 렌즈를 연마(硏磨)하는 노동으로 생계를 유지하는 가운데서도, 당시 독일 최고의 하이델베르크 대학으로부터 초빙을 받았으나 자유로운 철학 활동을 보장하지 않는 곳에서는 재직할 이유가 없다면서 이를 단호히 거부하는 등 철학자로서 교훈이 되는 숱한 일화를 남겼다. 그는 처절한 고독과 빈곤 속에서 44세를 일기로 일찍 숨을 거두었다.
그의 학설은 방법론에 있어서는 기하학적인 입장을 취하고, 세계관에 있어서는 무신론적 성향이 강한 일원론적 범신론이었다. 독일 관념론에 큰 영향을 끼쳤고, 계몽주의, 사회주의자들에게도 적잖은 영향을 주었다. 특히 레싱은 "스피노자 철학 외에는 진정한 철학이 없었다"고 할 만큼 격찬했다. 반면 유신론자들에게는 "신을 모독한 저주받을 무신론자"로 비난도 받아야 했다. 그 밖의 저서로 「지성 개선론」 「국가론」 등이 있다.

## 철학사상

### 신
스피노자는 신은 존재하며, 추상적이고 비개인적이라고 주장하였다. 스피노자의 신에 대한 관점은 Charles Hartshorne이 고전적 범신론이라고 설명한 것이다. 스피노자는 특히 그와는 반대 입장인 데카르트의 육체-정신 이원론과 관련되어 "에피쿠로스주의적 유물론자"로 설명되었으나 에피쿠로스주의자는 현대의 양자 역학에 대한 사상의 선상에서 확률적인 경로를 갖는 원자만이 유일한 실체라고 주장하였고, 스피노자는 유물론자인 동시에 의식의 일련의 상승화를 긍정하여 물질성(정열)과 의식성(방법적 회의에 기초한 치밀한 사유)을 구분하였으므로 에피쿠로스주의와는 분명히 차이가 있다. 오히려 그의 논증은 스토아 학파와 비슷하며, 현대철학에서 일반적으로 스피노자의 철학은 현대에 부활한 스토아 학파 사상의 연장선으로 취급된다. 스피노자의 체계는 "인정된 권위"에 저항하기 위한 강력한 무기를 제공하여 급진적 사상에 질서와 통합을 부여하였다. 그는 자연에 존재하는 모든 것은 하나의 실체이며 우리를 둘러싸고 또한 우리가 그 일부인 실체를 통솔하는 질서만이 존재한다고 주장하였다. 스피노자는 신과 자연을 같은 실체의 두 가지 이름으로 보았다.

### 코나투스
스피노자는 코나투스(Conatus, 힘)를 언급한다. 에피쿠로스의 용어로 보면, 스피노자의 코나투스는 살고자하는 욕구 내지는 의지라고 할 수 있다. 스피노자는 코나투스의 완전한 표출을 행복으로 보았으며, 따라서 코나투스를 발휘할 수 있는 정치체제가 최고라고 보았다.
코나투스(Conatus)는 역량(potentia, puissance)이 윤리학·인간학적 의미로 사용될 때, 가질 수 있는 의미로, 자아를 보존·발전·완성하려는 욕구 내지 노력으로 해석 될 수 있다.

### 자연
스피노자에게 있어서 자연, 신, 그리고 단 하나뿐인 실체는 같은 개념이다. 무한자는 '능산적 자연'(산출하는 자연)으로서, 무언가를 만들어내는 궁극적인 힘이다. 이에 대비되는 유한자는 '소산적 자연'(산출된 자연)이다. 이 두 자연은 힘을 가진다.

## 영향
그의 사상은 루소·괴테·헤겔·피히테 등에게 커다란 영향을 주었다.
몽테스키외는 홉스와 스피노자의 사회물리학(social physics)의 영향을 받아 법의 연구를 가치판단으로부터 "순수화"시키고 체계적인 경험적 관찰에 기초시키려 시도한 점에서 법사회학적 관점에서도 주목되고 있다.

## 명언
"내일 지구의 종말이 온다 할지라도 나는 오늘 한그루의 사과나무를 심겠다"- 너무나 유명한 그러나 숱한 오해를 자아내기도 하는 이 말을 과연 스피노자가 직접 했는지는 분명하지 않다. (이 말은 종교개혁자인 마르틴 루터가 한 말이다. 독일 아이제나흐 루터 하우스의 비석에 이 문구와 함께 문구 밑에 'Martin Luther'라는 이름이 박혀 있다.) 그러나 독특한 스피노자의 철학에 비추어 볼 때 전혀 타당성이 없는 것도 아닌 듯하다.그에 의하면 우주와 세계,즉 시간과 공간이 하나이므로 시작과 종말이라는 것 자체가 성립될 수 없는 것이니 순간적 지구 변화에 연연하지 않고 갈 길을 끝까지 가겠다는 뜻으로 이해할 수 있기 때문이다.

## 저서
- 《지성교정론》 (Tractatus de intellectus emendatione), 1662년. 이 책은 《에티카》(황태연 옮김, 비룡출판사, 2015, ISBN 978-89-6926-003-1)란 책 안에 《지성개선론》이란 제목으로 번역되었음.
- 《기하학적 방법에 기초한 데카르트의 철학의 원리》 (Renati Descartes principiorum philosophiae mori geometrico domonstrata), 1663년. 이 책은 스피노자가 생전 유일하게 자신의 이름으로 출판한 책으로, 《데카르트 철학의 원리》(양진호 옮김, 책세상출판사, 2010, ISBN 89-7013-749-1)라는 제목으로 번역되었음.
- 《신학-정치 논고》 (Tractatus theologico-politicus), 1670년

암스테르담에서 익명으로 출판.
홉스의 리바이어던과 함께 네덜란드 정부로부터 1674년에 출판금지됨.
- 《기하학적 순서로 증명된 윤리학》 (Ethica, ordine geometrico demonstrata), 1677년. 이 책은 《에티카》(강영계 옮김, 서광사, 2007, ISBN 89-306-2546-0), 《에티카》(황태연 옮김, 비룡출판사, 2015, ISBN 978-89-6926-003-1)라는 제목으로 번역되었음.
- 《정치 논고》 (Tractatus politicus)

1675년에 시작하여 1677년에 초판발행

## 같이 보기
- 네덜란드 유대인

## 참고 문헌
- 철학과 굴뚝청소부 (이진경)
- 자연과 자유 사이 (강영안)
- 신학은 인간학이다 (정재현)
- 스피노자 철학에서 개인과 공동체(그린비 / 알렉상드르 마트롱 / 김은주, 김문수)
- 스피노자와 정치(에티엔 발리바르 / 진태원)
- 헤겔 또는 스피노자(피에르 마슈레 / 진태원)